# كارل السادس (إمبراطور روماني مقدس)
كارل السادس (أكتوبر 1685 - 20 أكتوبر 1740؛ الألمانية:Karl VI) إمبراطور الروماني المقدس خلفاً لـ شقيقه الأكبر يوزف الأول، وأيضا ملك بوهيميا (كـ كارل الثاني) والمجر وكرواتيا وصربيا وأرشيدوق النمسا (كـ كارل الثالث) منذ 1711، وأيضا ادعى دون جدوى عرش إسبانيا بعد وفاة قريبه كارلوس الثاني منذ 1700، تزوج من إليزابيث كريستين من براونشفايغ-فولفنبوتل بحيث كان لديه ابنتين: ماريا تيريزا آخر حكامة لسيادة هابسبورغ، وماريا آنا حاكمة هولندا النمساوية.
قبل أربعة سنوات من ولادة ابنته ماريا تيريزا، أصدر كارل السادس مرسوماً عملياً يقضي بخلافة الإناث في حال فشل إنجاب الذكور، وأيضا نص المرسوم على أسبقية بناته كل بنات شقيقه الأكبر يوزف الأول وهذا جاءاً مناقضاً بما ورد في اتفاقاً بينهما في 1703 في عهد والدهم ليوبولد الأول، سعى كارل جهداً إلى موافقة دول الأوروبية الكبرى على مرسومه، ومع ذلك فرضت بريطانيا العظمى عليه شروط قاسية أهمها إلغاء شركته التجارية الخارجية، في المجموع: بريطانيا العظمى، فرنسا، ساكسونيا-بولندا، الجمهورية الهولندية، إسبانيا، جمهورية البندقية، الدولة الكنيسة، بروسيا،، روسيا،، الدنمارك، سافوي-سردينيا، بافاريا، الرايخستاغ الإمبراطورية الرومانية المقدسة اعترفوا بالمرسوم، ومع وفاته في 1740 فرنسا، إسبانيا، ساكسونيا، بافاريا، بروسيا نكثت العهد ومع احتلال البروسي لـ سيليزيا بدأت حرب الخلافة النمساوية التي ابتلت خليفته ماريا تيريزا لمدة سنوات، وأخيراً اعترف بحكمها بموجب معاهدة إيه لاشابيل في 1748.

## روابط خارجية
- كارل السادس، إمبراطور روماني مقدس على موقع الموسوعة البريطانية (الإنجليزية)